# 榮星花園公園
25°03′48″N 121°32′21″E / 25.06333°N 121.53917°E

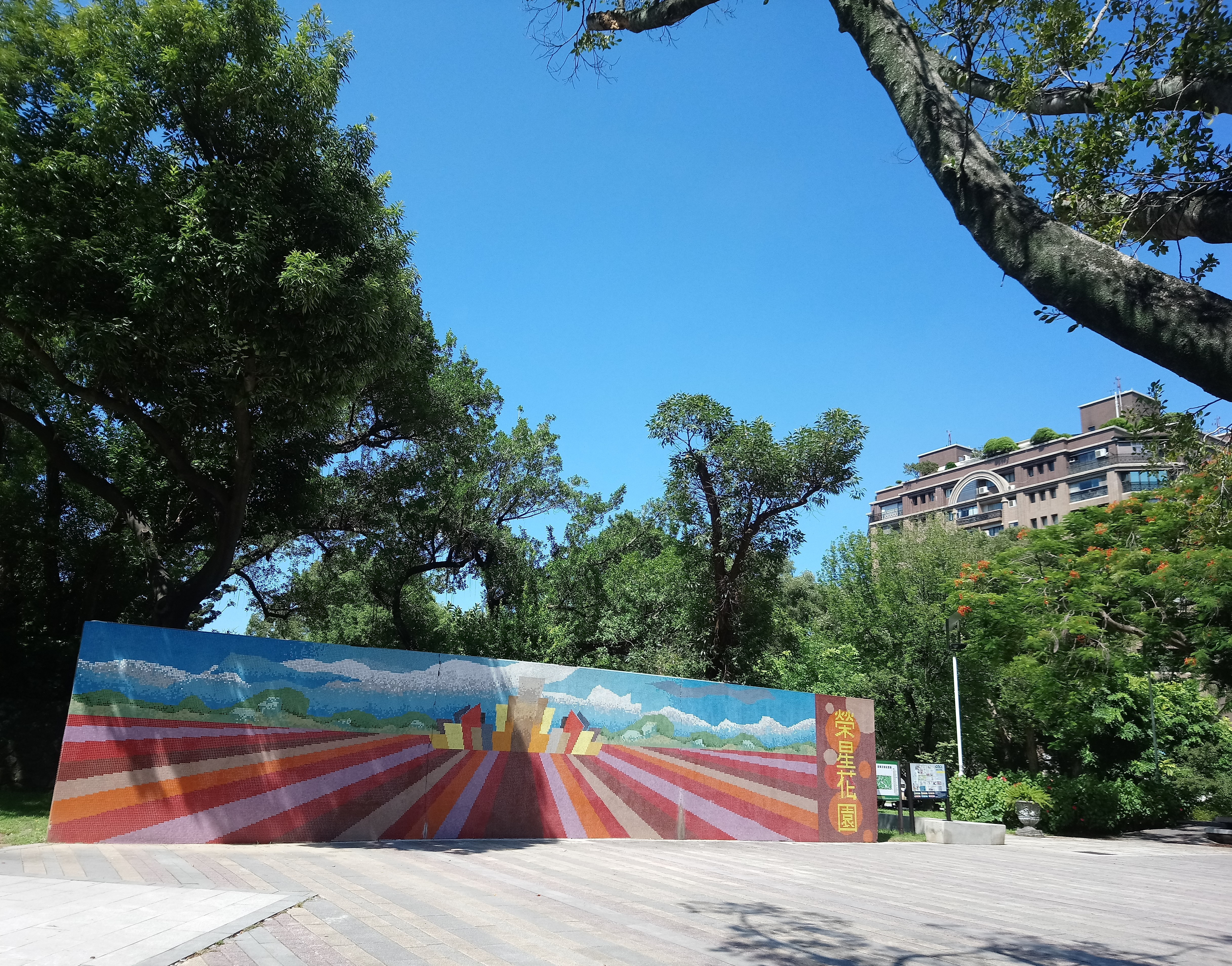
榮星花園公園入口

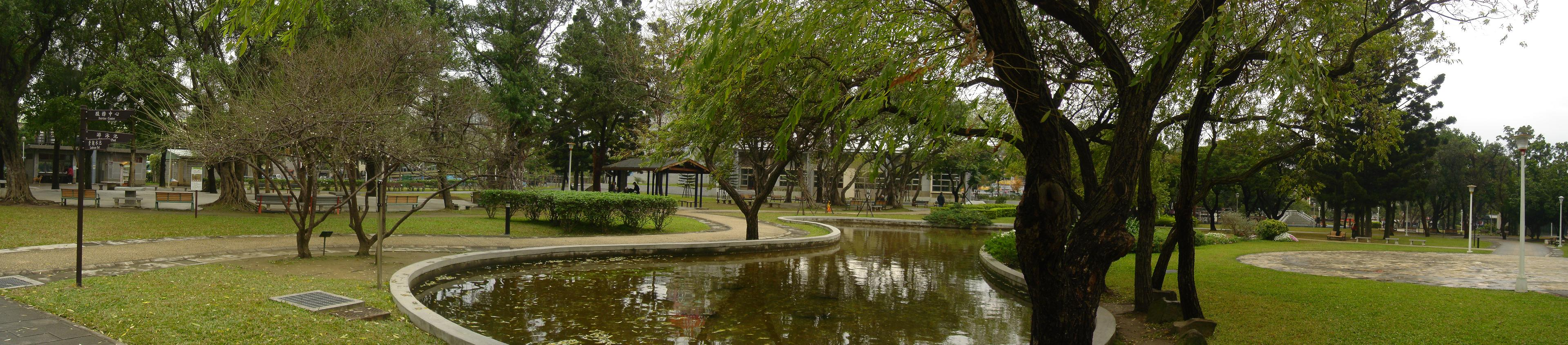
精緻花園廣場旁的水池與梅花

榮星花園公園（簡稱榮星花園）位於臺灣台北市中山區行仁里民權東路三段與建國北路、龍江路、五常街所圍繞之區域，面積6.5公頃。這塊土地裡，有一半以上的面積產權歸屬於「榮星企業股份有限公司」，其餘為市有地及九十一名地主所有的私人土地。1968年由鹿港辜家開闢經營，原名榮星花園，採收費入園制，是台北市著名的花園綠地之一；西北角另設有小型游泳池一座；過去更曾有螢火蟲現蹤於園內。
此處為電影《我的少女時代》取景地點之一。電視劇《明天有你》也曾在此取景。

## 名稱來歷
榮星花園的「榮星」二字，來自辜氏家族對辜顯榮的紀念。辜顯「榮」，字耀「星」，所以命名為「榮星」花園。

## 沿革
1966年，辜振甫在工商界有了一定地位後，在廟旁建了一小亭供奉牌位立碑，並請一位中國國民黨中央評議委員會委員寫文紀念父親辜顯榮。此一事件被報刊披露，稱有一名人為漢奸立碑，引起一陣震動。鹿港辜家趕忙拆亭毀碑，事態才未擴展。 
1968年，辜振甫之弟辜偉甫興建榮星花園，並成立「榮星企業股份有限公司」來管理。又被輿論提起，說：「辜家紀念漢奸忠烈祠不成，現在又蓋花園紀念辜顯榮了。」此時輿論似乎對意識形態的問題不大關心，而未引起多大轟動。但後來爆發了「榮星花園弊案」。 
1985年，榮星企業由辜偉甫之子辜晏宏接手，以新台幣8億元價格三次公告拍賣榮星花園，均無人問津。最後辜偉甫之弟辜寬敏接手並出任榮星企業董事長，後來找僑福建設董事長黃週旋合作，計劃開發投資達新台幣200億元的榮星花園。 
1987年6月，榮星企業將榮星花園投資計畫送到台北市政府審查，先後7次被退回，也無人問津。1988年，榮星花園開發案被揭發涉嫌官商勾結與索賄，在社會上引起極大轟動。結果在纏訟將近十五年後，包括開發案當時的民主進步黨台北市議員周伯倫與中國國民黨台北市議員陳俊源在內的多位政界與商界名人分別被判刑。
榮星花園於1989年由台北市政府工務局公園路燈工程管理處徵收接管，列為都市計畫中山232號公園。2003年底整建完成後，改稱榮星公園，並且設置螢火蟲復育區（有成效並多達100隻）。2011年再改名為榮星花園公園，簡稱又回到榮星花園，英文譯名維持Rongxing Park。
2017年1月，榮星公園完成改建，為還我特色公園行動聯盟實際參與改建第一個完工的公園，也是台北市第一座共融式遊戲場。

## 憲法爭議
榮星企業代表人辜寬敏，因其所有榮星花園土地為台北市都市計畫指定為公共設施保留地，長期未予徵收，經向行政法院提起撤銷之訴，敗訴確定後，向司法院大法官聲請釋憲；大法官於1994年2月4日作成司法院釋字第336號解釋，認定辜寬敏所指牴觸《中華民國憲法》第十五條之《都市計畫法》第五十條並無違憲。

## 外部連結
- 榮星花園公園 - 公園走透透 （页面存档备份，存于）
- 榮星花園公園  臺北旅遊網 （页面存档备份，存于）
- 榮星公園 籃球場 臺北市政府體育局 （页面存档备份，存于）